# Окулов, Николай Павлович (депутат)
Николай Павлович Окулов (12 декабря 1875 — после октября 1938) — бухгалтер, депутат Государственной думы II созыва от Саратовской губернии.

## Биография
Родился в семье  Павла Моисеевича и Прасковьи Алексеевны Окуловых, крестьян села Филипповского Уржумского уезда Вятской губернии. Вскоре после рождения Николая его родители переехали в Нолинск, где занимались валяльно-войлочным промыслом. Учился в Нолинском городском училище. В 1892 году поступил в Казанский учительский институт с трёхлетним обучением. Был вынужден подрабатывать, давал уроки работницам мастерской дамских нарядов А. П. Степницкой. Через ученицу Казанской фельдшерской школы Таисию Трутневу вошёл в кружок самообразования Казанского земледельческого училища. В числе прочего в кружке и изучали запрещённую литературу: труды Ф. Лассаля, К. Маркса, К. Каутского. Кружок был слабо законспирирован и не имел чёткой революционной направленности. Окончив институт в 1895 году как лучший ученик был направлен в Царицынское городское двухклассное училище, где проработал всего около 3-х месяцев. Ротмистр Кох, расследовавший дело о революционной пропаганде, писал "Окулов чрезвычайно талантливый преподаватель, относится с большой любовью к своей деятельности и к детям...". Оказалось, что без разрешение директора училища Окулов вечерами у себя на квартире занимался с учениками дополнительно, читал им Пушкина, Гоголя, Тургенева. В начале 1896 года арестован. У него были изъяты книги Плеханова, Аксерода и рекомендательные письма к царицынским революционерам. 22 октября 1896 года подвергнут тюремному заключению на 3 месяца, считая предварительное заключение всего в саратовской тюрьме он провёл 9 месяцев. На два года установлен гласный надзор полиции, по истечении этого срока негласный надзор с запрещением жизни в столицах и Санкт-Петербургской губернии. Жил уроками. В 1898 переехал в Сарепту, где вёл делопроизводство на разных предприятиях. В 1898 году женился. В начале 1899 вернулся в Царицын, где получил место конторщика на лесопильном заводе С. М. Голицына. Получил разрешение для переезда в Москву в связи с болезнью жены. Окончил краткие бухгалтерские курсы. Служил бухгалтером по найму. Сотрудничал с царицынскими газетами и петербургской "Торгово-промышленной газетой". В 1905 году вернулся в Царицын. Работал бухгалтером в царицынском агентстве ростовского миллионера Е. Т. Парамонова. Стал учредителем и председателем профсоюза бухгалтеров и конторщиков.
Заняв 5 место из 16, вошёл в число 8 выборщиков от Царицына на губернском избирательном собрании. В Саратове вошёл в партию народных социалистов. 7 февраля 1907 года избран депутатом Государственной думы II созыва  от общего состава выборщиков Саратовского губернского избирательного собрания. Первоначально сообщалось, что Окулов "по убеждениям примыкает к партии соц[иалистов]-рев[олюционеров]". Но в Думе вошёл в состав Народно-социалистической фракции. Состоял членом думской комиссии по исполнению государственной росписи доходов и расходов и комиссии о нормальном отдыхе служащих в торговых и ремесленных заведениях.
После роспуска Думы Окулов вышел из партии энэсов и политической деятельностью, по-видимому, не занимался. Работал бухгалтером в конторе князя С. М. Голицына, получал жалованье  400 рублей в месяц. В 1910 году ездил лечиться от туберкулёза лёгких в Швейцарию, побывал во Франции. В 1912 построил большой одноэтажный каменный дом в Новороссийске, так как из-за туберкулёза нуждался в сухом южном климате. В 1916 году купил  имение с жилым домом и хозяйственными постройками в селе Алексеевка Керенского уезда Пензенской губернии, но в 1917 году имение отобрано крестьянами. Переехал в Новороссийск, по его показаниям, данным во время следствия 1938 года, при Деникине работал помощником нотариуса. В 1925 году семья переселилась в Москву. В 1930-е годы работал бухгалтером и заместителем председателя правления рабочего жилищно-строительного кооперативного товарищества «Сокол».
8 августа 1937 года позволил себе неосторожную фразу в адрес сотрудника НКВД по Москве и Московской области, просматривавшего домовые книги в конторе: «Гнать этого шпика надо, мешает только работать». 5 сентября 1937 уволен с работы с формулировкой «за антиобщественное поведение, порочащее звание советского работника». В ночь с 16 на 17 марта 1938 года арестован, в ходе обыска изъяты  две книги на иностранном языке, две фотографии Государственной думы. Кроме того сослуживцы показали, что Окулов отказывался от подписки на государственный заём и не вступал в профсоюз.
15 августа 1938 года на заседании специальной коллегии Московского городского суда осуждён по статье 58-10 ч. 1 УК РСФСР (антисоветская  агитацию) к 7 годам  в ИТЛ и к лишению избирательных прав на три года. 4 октября 1938 года уголовная коллегия Верховного Суда РСФСР отклонила кассационную жалобу на приговор. Сведений об отбывании заключения, либо о смерти Окулова не обнаружено. По мнению биографа Окулова историка Е. П. Воробьёва это даёт основания предположить, что он умер, не доехав до места заключения.
22 сентября 1995 года реабилитирован Прокуратурой г. Москвы на основании закона РСФСР «О реабилитации жертв политических репрессий» от 18 октября 1991.

## Семья
- Старшая сестра и три младших брата, в том числе Андрей Павлович Окулов и Пётр Павлович Окулов[2].
- Жена (с 29.06.1898) — Надежда Феофилактовна Федонина[2]
  - Дочь — Вера (28.06.1899—?)[2]
  - Сын — имя? (1901—?), инженер-нефтяник в Казахстане[2].
  - Дочь — Ольга Николаевна Окулова (1906—?), многолетний сотрудник ВГБИЛ[2].

## Адреса
- 1925-1938 — Москва, ул. Белинского д. 4 кв. 13[6].

### Архивы
- Российский государственный исторический архив. Фонд 1278. Опись 1 (2-й созыв). Дело 310; Дело 567. Лист 11.